# 拙歲
《拙歲》是阿法電影公司於1974年開始拍摄的一部音樂片。

## 歷史
自1969年越南共和國國務卿府文化機關通信衙開始發動一音樂和電影振興章程的貢獻給養育青年兒童精神，也通過它、帶來銀策之原的政府迅速克服戰爭後果。當代的越南國青樂大會是得公認而亞洲最大常年雜戲哥樂事件，與目的而擴張個通牒關於和平愛情、同時反對戰事之膨脹。
此時總監製蔡叔芽在任阿法電影公司監督，越南電影協會總長，和特別亞洲電影聯團主席。所以、這是其中一部電影很好理解"青樂的精神"，而且勸善向上給青年兒童和女流，鼓舞他們離開邪惡不正。
1974年這部電影實現背景在西貢、頭頓和大叻，1975年夏天公曌的預定。雖然、四三〇國難使事件的不成。
电影胶片陰本得印沖藏貯在一香港工作室。1989年導演蔡叔皇蝶開始投資服制在荷里活，然而越南公眾完全旁觀。只自2009年、社會網發達的時點、製作家決定再發行廣播在YouTube空間。

## 製作列表
- 化粧：美姮
- 電機：黃鈺履
- 音聲：蘇明德，黃明
- 主題曲：《長夜》（埃爾維斯·芳&鳳凰幫），《塵埃》（長奇&合歌），《紅情歌》（青蘭），《紅情的步》（青蘭&明福）

| 演員          | 其也       | 簡介                                                     |
| 嬿秋          | 阿泠       | 西城嬌女，獨立決斷的本性。                               |
| 維福          | 阿勇       | 青樂幫首領，由得的命名"第一花花公子"。                   |
| 長維          | 阿鈺       | 富壽技術學院生員，阿泠的情夫，封閉的個性，匿稱"發明家"。 |
| 青梅          | 阿鸞       | 單相思為阿勇。                                           |
| 段珠茂        | 阿泠的父親 | 大商家，故北圻河東省總督官的貴子。                       |
| 蘭芳          | 阿泠的母親 | 。                                                       |
| 蘭芝          | 阿泠的妹妹 | 。                                                       |
| 粹花          | 八穩婆     | 。                                                       |
| 叢林          | 阿宇       | 嗜好而嘲笑。                                             |
| 詩芳          | "上癮"阿芳 | 花賣娘。                                                 |
| 長奇          | 遊蕩兄長   | 。                                                       |
| 埃萊娜·哈瓦羅 | 埃莱娜     | 。                                                       |
| 徽福          | 啤醉名     | 。                                                       |
| 雲中          | 樂工       | 。                                                       |
| 光海          | 樂工       | 。                                                       |
| 麗華          | 紅衣舞女   | 。                                                       |